# Arnold (Minnesota)
Arnold was een plaats (census-designated place) in de Amerikaanse staat Minnesota, en valt bestuurlijk gezien onder St. Louis County.

## Demografie
Bij de volkstelling in 2000 werd het aantal inwoners vastgesteld op 3032.

## Geografie
Volgens het United States Census Bureau beslaat de plaats een oppervlakte van
30,1 km², waarvan 29,9 km² land en 0,2 km² water. Arnold ligt op ongeveer 440 m boven zeeniveau.